# 삼각측량 (컴퓨터 비전)
컴퓨터 비전에서 삼각측량(triangulation)은 두 개 이상의 이미지에 대한 투영을 통해 3D 공간에서 점을 결정하는 프로세스를 말한다. 이 문제를 해결하려면 카메라 행렬(camera matrix)로 표현되는 가장 간단한 경우, 관련 카메라에 대한 3D에서 2D로의 카메라 투영 함수의 매개변수를 알아야 한다. 삼각 측량은 때때로 재구성(reconstruction) 또는 교차(intersection)라고도 한다.

## 같이 보기
- 삼각 측량
- 컴퓨터 스테레오 비전
- 입체사진측량